# XING
XING은 독일의 미니 블로그 사이트이다. 2006년 11월 17일까지 openBC라는 이름이었는데 이는 open Business Club에서 유래했다. XING AG에서 2003년부터 운영하고 있으며, 함부르크에 본사를 둔다.

## 같이 보기
- 링크드인
- 소셜 네트워크 서비스